# Inmigración caboverdiana en Argentina
La inmigración caboverdiana en Argentina es el movimiento migratorio de personas provenientes de Cabo Verde hacia Argentina. De acuerdo con el censo de 1980, había alrededor de 8.000 caboverdianos residiendo en el país sudamericano, pero la población actual se estima por algunas fuentes en alrededor de 2.000 en 2007. Otras fuentes estiman que en 2006 había entre 12.000 y 15.000 descendientes de inmigrantes caboverdianos que viven en Argentina, de los cuales alrededor de 300 son nativas del país africano.
A diferencia de la mayoría de los afroargentinos, que son descendientes de las víctimas de la trata de esclavos, la comunidad de Cabo Verde llegó al país voluntariamente.

## Características

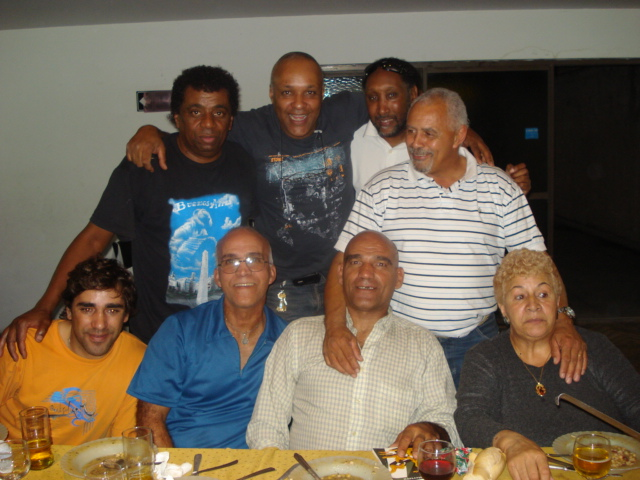
Una familia argentina descendiente de caboverdianos.

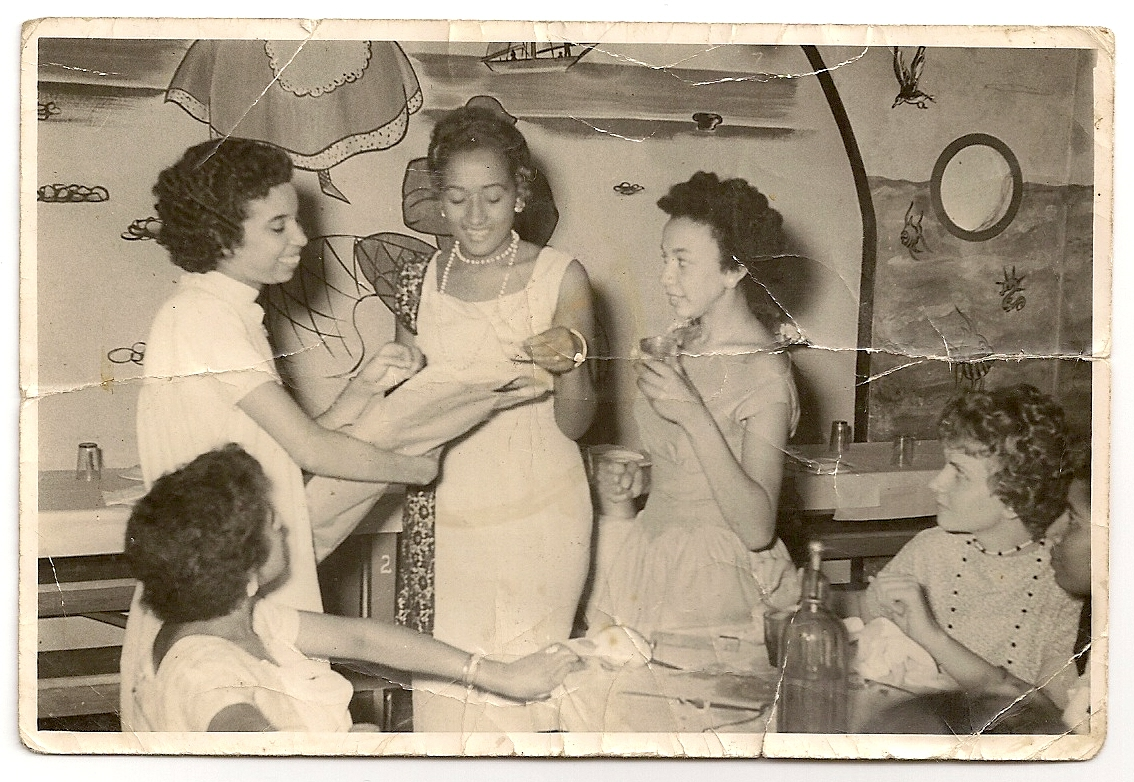
Un grupo de mujeres inmigrantes caboverdianas.

Los primeros caboverdianos emigraron a Argentina en pequeñas cantidades durante el siglo XIX. Las cifras aumentaron dramáticamente desde la década de 1920 hasta la Segunda Guerra Mundial. Los períodos de mayor actividad fueron entre 1927 y 1933 y el tercero, después de 1946. Ellos fueron expulsados de Cabo Verde por falta de trabajo, recursos y oportunidades.
La mayoría de los caboverdianos y sus descendientes se centran en la provincia de Buenos Aires. Ellos eran expertos marineros y pescadores, por lo que la mayoría de ellos se establecieron cerca de la costa o en los puertos, y obtuvieron ocupaciones relacionadas con el mar. Se establecieron en puertos como Rosario, Buenos Aires, San Nicolás de los Arroyos, Bahía Blanca, Ensenada y Dock Sud. El 95% de ellos consiguieron trabajo en la Flota de Mar de la Armada Argentina, en la Marina Mercante o en la Flota Fluvial de YPF, y en los astilleros de ELMA.
Dos organizaciones de apoyo mutuo e intercambio cultural han existido por más de 60 años. La Sociedad de Socorros Mutuos "La Unión de Cabo Verde" de Dock Sud fue fundada en 1932 y la Asociación Cultural y Deportiva Caboverdeana de Ensenada fue fundada el 13 de septiembre de 1927, bajo el nombre de Asociación de Ayuda Mutua Caboverdeana, siendo la entidad más antigua de la diápora caboverdiana.